# Dzień zawiedzionych

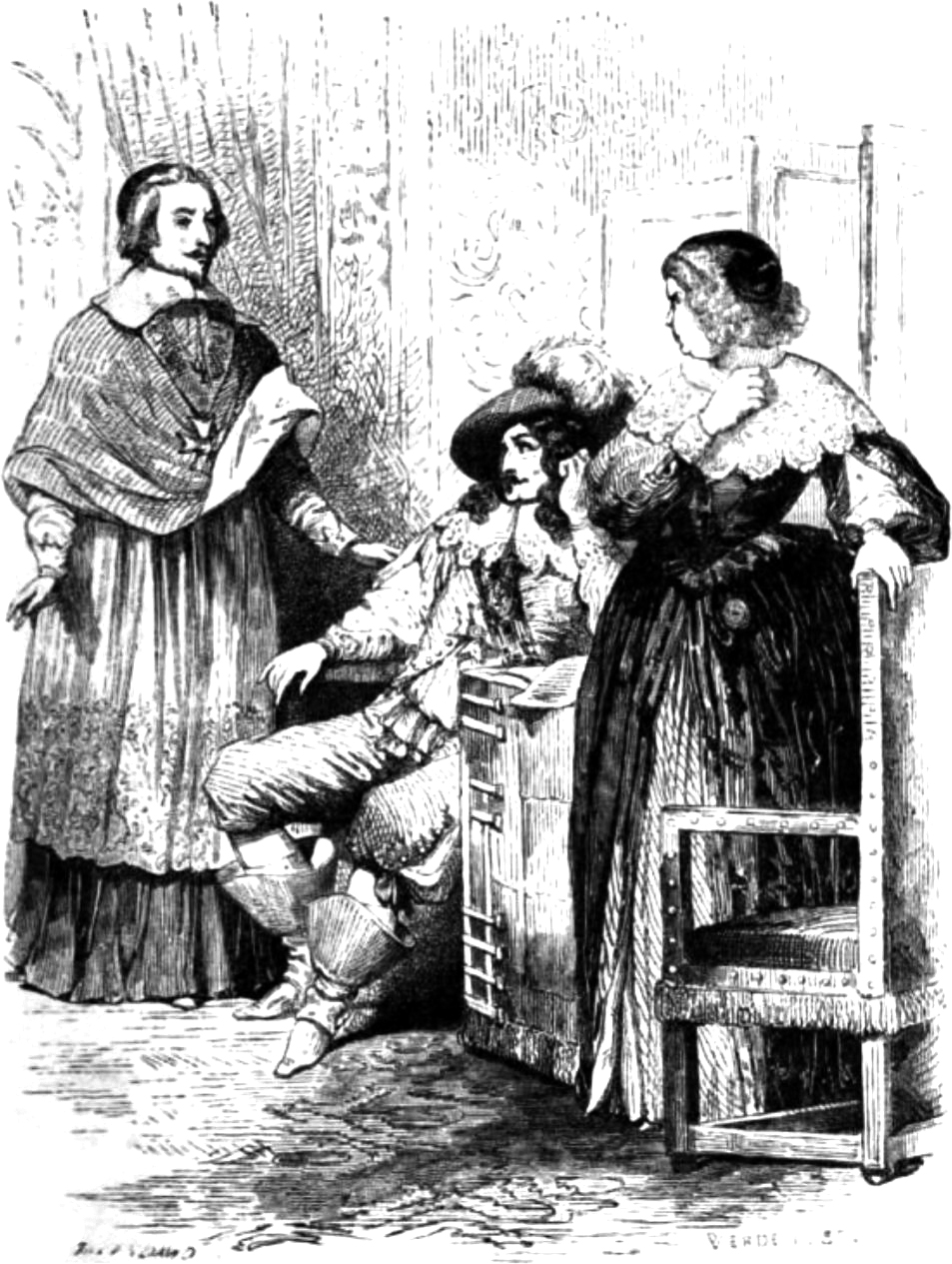
kardynał Richelieu, Ludwik XIII i Maria Medycejska podczas wydarzeń w Pałacu Luksemburskim.

Dzień zawiedzionych, dzień oszukanych (fr. Journée des dupes) – dzień (11 listopada 1630) w historii Francji, w którym król Ludwik XIII oddał ostatecznie władzę i zaufanie kardynałowi Richelieu, jako pierwszemu ministrowi Francji.

## Tło historyczne
Kardynał Richelieu stał się pierwszoplanową postacią w polityce francuskiej już w roku 1624. Musiał jednak liczyć się z wciąż silną opozycją, zarówno wśród arystokracji, jak i w łonie samej rodziny królewskiej. Jego najzagorzalszą przeciwniczką stała się z czasem królowa-matka Maria Medycejska, która sama wcześniej zapoczątkowała karierę Richelieu i wystarała się dla niego o kapelusz kardynalski (1622). Niechęć królowej wynikała po części z rywalizacji o wpływ na jej chwiejnego syna, a po części z kierunku polityki, jaki obrał kardynał. Richelieu, który zawdzięczał swe wyniesienie parti dévot, starał się jednak wyciszać konflikty religijne we Francji i po zwycięstwie nad hugenotami zaproponował im tzw. pokój łaski (1629). W traktacie tym kardynał wprawdzie odebrał hugenotom przywileje polityczne i należące do nich twierdze, ale jednocześnie potwierdził w pełnej rozciągłości tolerancję religijną wprowadzoną edyktem nantejskim. Pokój z hugenotami, jak i sojusz Francji z krajami protestanckimi w toczącej się wojnie trzydziestoletniej, był nie do przyjęcia dla stronnictwa ultrakatolickiego. Przeciwko kardynałowi wystąpili oprócz matki króla, jej młodszy syn – Gaston Orleański, będący wówczas następcą tronu, jak i królewska żona – Anna Austriaczka, która swe małżeństwo z Ludwikiem XIII zawdzięczała prohiszpańskiej polityce Marii.

## Przebieg

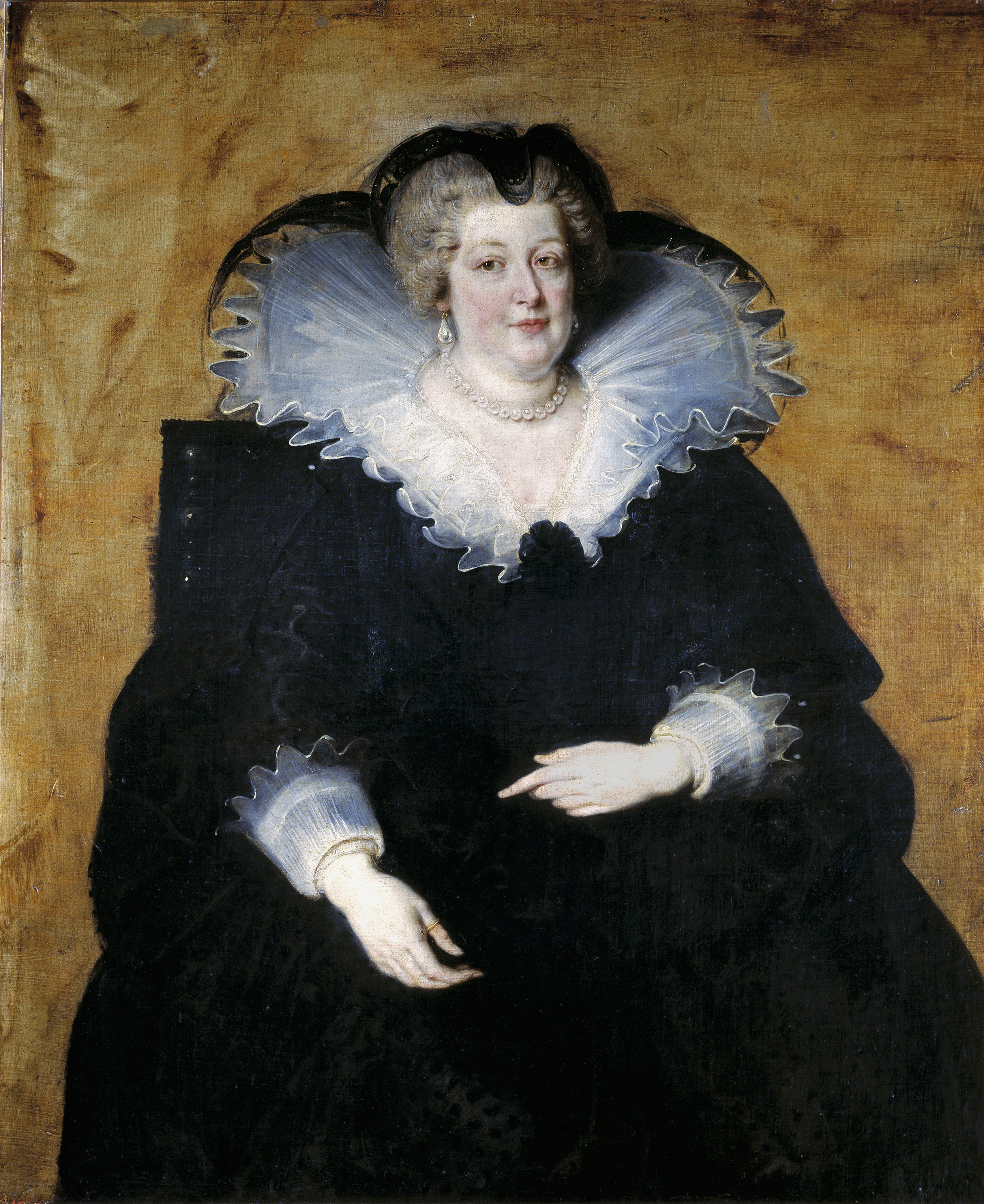
Matka Ludwika XIII, Maria Medycejska na portrecie Rubensa.

Sygnałem do wystąpienia przeciw kardynałowi było pogorszenie zdrowia króla jesienią 1630 roku. Ponieważ jego małżeństwo z Anną pozostawało bezdzietne, następcą pozostawał jego jedyny brat – Gaston. Maria Medycejska chciała odzyskać wpływ na rządy z czasów jej regencji poprzez usunięcie kardynała i zapewnienie Gastonowi tronu. Gdy jednak król poczuł się lepiej i odzyskanie przez nią władzy wydawało się znów odległe, królowa postanowiła doprowadzić do otwartej konfrontacji ze swoim dawnym protegowanym. 10 listopada kardynał prowadził mediacje między królem a jego młodszym bratem. Król nalegał, by Gaston pogodził się z kardynałem i jego stronnictwem. Richelieu przystał na to i rzeczywiście doszło do poprawy stosunków z księciem Orleanu, a kilku jego faworytów otrzymało nawet awanse. Ten sukces skłonił króla do rozmowy z matką, aby i ją pogodzić ze swoim pierwszym ministrem. Następnego dnia - 11 listopada - w Pałacu Luksemburskim (w rezydencji Marii Medycejskiej) doszło do spotkania Ludwika z królową matką. Maria rozkazała zamknąć wszystkie wejścia, by nie wpuścić Richelieu. Mimo to kardynał zdołał przybyć do sali, w której odbywała się rozmowa. Po gorszącej scenie kłótni, w której królowa straciła panowanie nad sobą, a Richelieu przepraszał Marię za rzekomą wobec niej zdradę, królowa zwróciła się do syna nakazując mu wybrać między nią a kardynałem. Zapytała: „Wolisz lokaja od własnej matki!?” Małomówny i zmęczony król nie dał wyraźnej odpowiedzi, nakazał jedynie kardynałowi opuścić dwór. 

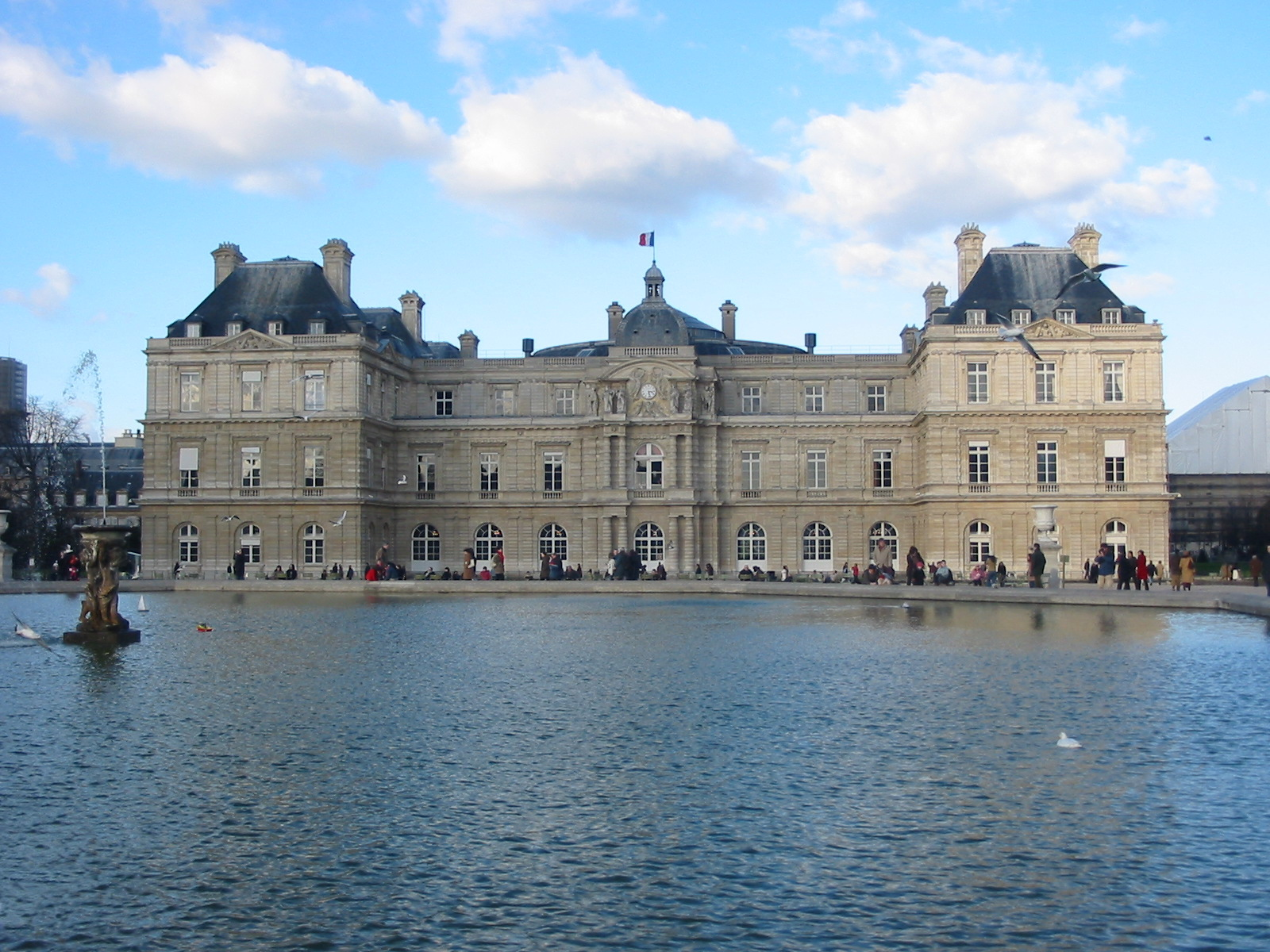
Pałac Luksemburski, w którym rozegrały się główne wydarzenia „dnia zawiedzionych”.

Po tym incydencie król opuścił rezydencję matki i udał się do swego pałacyku myśliwskiego w Wersalu. Gdy w Pałacu Luksemburskim zaczęli zbierać się przeciwnicy pierwszego ministra, świętując i gratulując królowej sukcesu, załamany kardynał rozważał wyjazd na prowincję lub nawet z kraju. Tymczasem król wieczorem wezwał do siebie Richelieu, pisząc w liście:
„Pan Kardynał ma dobrego władcę. Proszę mu powiedzieć, że mu się polecam i że ma niezwłocznie przybyć do Wersalu”
Według innych relacji kardynał miał udać się do Wersalu samowolnie. Tak czy inaczej Richelieu jeszcze tej samej nocy zjawił się u króla. Został przyjęty przez Ludwika XIII bardzo serdecznie i zapewniony o królewskim poparciu. Od tego momentu pozycja Richelieu pozostała niezachwiana i kierował on polityką Francji aż do swojej śmierci w roku 1642.

## Skutki
Bezpośrednim skutkiem „dnia zawiedzionych” było internowanie na początku 1631 roku królowej Marii w Compiègne, po tym gdy ponownie odmówiła pogodzenia się z kardynałem. Za tym poszło całkowite rozbicie „partii dewotów”. Jej szlacheccy przywódcy, bracia Marillac, zostali zdymisjonowani i uwięzieni zaraz po samym „dniu oszukanych” (jeden z nich, Ludwik, został później ścięty). Resztę usunięto z wpływowych stanowisk po zamknięciu królowej w Compiègne. Stojący w pierwszym rzędzie wrogów Richelieu: królowa Maria i jej młodszy syn, Gaston Orleański z czasem opuścili Francję, by umrzeć na wygnaniu wciąż bezskutecznie starając się szkodzić kardynałowi. Natomiast królowa Anna mimo jej obaw o odesłanie do Hiszpanii i trudnych relacji zarówno z mężem, jak i kardynałem pozostała na dworze. Jej pozycja po urodzeniu Delfina (przyszłego króla Ludwika XIV) została wzmocniona na tyle, że po śmierci kardynała i króla została regentką Francji. Lata trzydzieste wieku XVII uznawane są za jawne rządy Richelieu w imieniu chwiejnego Ludwika XIII, a umocnienie się pozycji kardynała było kolejnym etapem budowania monarchii absolutnej we Francji. Richelieu jest bowiem uważany za jednego z głównych twórców silnej władzy królewskiej we Francji. Stłumiona wówczas arystokratyczna opozycja ostatni raz podjęła walkę z absolutyzmem dopiero kilka lat po śmierci Ludwika i jego pierwszego ministra, w czasie Frondy (1648–1653).